# Les Schtroumpfs (série télévisée d'animation, 2021)
Pour les articles homonymes, voir Schtroumpf (homonymie).
Les Schtroumpfs 2021 est une série télévisée franco-belge en 52 épisodes de 11 minutes chaque saison, adaptée de l’univers créé par Peyo, produite par Peyo Productions et Dupuis Édition & Audiovisuel (Ellipse Animation). La série animée utilise la 3D-CGI similaire à celle du film d'animation Les Schtroumpfs et le Village perdu. Elle est diffusée en avant-première mondiale sur la RTBF (La Trois), dans la case jeunesse Ouftivi, à partir du 18 avril 2021.
En France, la série est diffusée à partir du 9 mai 2021 sur TF1, au sein de la case jeunesse Tfou, depuis le 2 janvier 2023 sur Nickelodeon France et Nickelodeon Junior, au Québec à partir du 28 août 2021 à Télé-Québec, sous le titre Les Schtroumpfs 3D, depuis le 11 juin 2022 sur Télémagino, et au Canada depuis le 19 février 2022 sur Family Channel et WildBrainTV.
La version anglaise est diffusée aux États-Unis le 10 septembre 2021 sur Nickelodeon,.
La série est actuellement en streaming sur Netflix.

## Synopsis
La série raconte la vie des Schtroumpfs dans leur village au cœur d'une forêt imaginaire se défendant face à Gargamel et son chat Azraël. Toute la tribu vit dans des champignons aménagés en maisons, dans un petit village au cœur de la forêt 

## Distribution
- Jean-Loup Horwitz : le Grand Schtroumpf
- Anna Ramade : la Schtroumpfette et Bouton d'or
- Antoine Schoumsky : le Schtroumpf à Lunettes, le Schtroumpf Poète et Slammy
- Marc Arnaud : le Schtroumpf Costaud, le Schtroumpf Gourmand, le Schtroumpf Sauvage, le Schtroumpf Tailleur, le Schtroumpf Sale et le Schtroumpf Docteur (Il faut schtroumpfer Feuille !)
- Xavier Fagnon : le Schtroumpf Bricoleur, le Schtroumpf Reporter, Grossbouf, le Schtroumpf Docteur, Crâne d’œuf et le Schtroumpf Rêveur
- Kaycie Chase : le Schtroumpf Farceur, Fleur de lys, le Bébé Schtroumpf, le Schtroumpf Musicien, le Schtroumpf Chétif, le Schtroumpf Timide, Glee-Go, Météorite et Boule de cristal
- Jérémy Prévost : le Schtroumpf Coquet, le Schtroumpf Paysan, le Schtroumpf Bêta et Rocky
- Emmanuel Curtil : Gargamel, le Schtroumpf Grognon et le Schtroumpf Cuisinier
- Magali Rosenzweig : Saule, le Schtroumpf Paresseux, le Schtroumpf Peureux, le Schtroumpf Peintre, Feuille et la Mère de Gargamel
- Fanny Bloc : le Schtroumpf Maladroit, Tempête, le Schtroumpf Curieux, Begonia et le Schtroumpf Musicien (Escargots en grève !)
- Adeline Chetail : Rowena et Luciole
- Nathalie Homs : Broc, Bulle

 Source et légende : version française (VF) sur RS Doublage

## Fiche technique
- Titre original français : Les Schtroumpfs
- Titre anglais : The Smurfs
- Création : Peyo
- Réalisation : William Renaud
- Scénario : Peter Saisselin, Amy Serafin
- Direction artistique : Luc Parthoens, Tom Cosijn
- Musique : Brad Beeck, Justin Bates
- Production : Véronique Culliford, Fabien Coulon, François Deglain
- Sociétés de production : Peyo Productions, Dupuis Edition & Audiovisuel
- Sociétés de distribution : IMPS
- Pays d'origine :  France /  Belgique
- Langue originale : Français
- Format : couleur - HDTV - 16/9 - Dolby Digital 5.1
- Genre : Aventure, Comédie
- Nombre de saisons : 3
- Nombre d'épisodes : 156 dont 8 spéciaux
- Durée : 49 × 11 minutes et 3 × 26 minutes
- Dates de première diffusion :
  - Belgique : 18 avril 2021
  - France : 9 mai 2021
  - Québec : 28 août 2021
  - États-Unis : 10 septembre 2021

## Diffusion
| Saison | Saison | Épisodes | États-Unis        | États-Unis      | Belgique        | Belgique         | France             | France          |
| Saison | Saison | Épisodes | Début de saison   | Fin de saison   | Début de saison | Fin de saison    | Début de saison    | Fin de saison   |
| ------ | ------ | -------- | ----------------- | --------------- | --------------- | ---------------- | ------------------ | --------------- |
|        | 1      | 52       | 10 septembre 2021 | 14 juillet 2022 | 18 avril 2021   | 20 mars 2022     | 9 mai 2021         | 2 mai 2022      |
|        | 2      | 52       | 18 juillet 2022   | 8 décembre 2023 | 29 août 2022    | 1er février 2023 | 5 octobre 2022     | 26 octobre 2023 |
|        | 3      | 52       | 2 septembre 2024  | 2025            | 25 août 2024    | 25 mai 2025      | 1er septembre 2024 | 2025            |

## Épisodes

### Saison 1 (2021-2022)
| Numéro de production | Titre français                              | Titre anglais                     | Écrit par                              | Date de diffusion en France | Date de diffusion en Belgique | Date de diffusion aux États-Unis |
| -------------------- | ------------------------------------------- | --------------------------------- | -------------------------------------- | --------------------------- | ----------------------------- | -------------------------------- |
| 1                    | Un nouveau nez pour Le Schtroumpf Costaud   | Who Nose?                         | Peter Saisselin & Amy Serafin          | 30 mai 2021                 | 18 avril 2021                 | 18 février 2022                  |
| 2                    | Robot-Nounou                                | Diaper Daddy                      | Peter Saisselin & Amy Serafin          | 9 mai 2021                  | 18 avril 2021                 | 10 septembre 2021                |
| 3                    | Schtroumpf-Fu                               | Smurf-Fu                          | Peter Saisselin & Amy Serafin          | 9 mai 2021                  | 25 avril 2021                 | 10 septembre 2021                |
| 4                    | C'est qui le plus costaud ?                 | Who's Hetfier?                    | Peter Saisselin & Amy Serafin          | 16 mai 2021                 | 25 avril 2021                 | 12 novembre 2021                 |
| 5                    | Le schtroumpf invisible                     | Where's Papa Smurf?               | Peter Saisselin & Amy Serafin          | 16 mai 2021                 | 2 mai 2021                    | 6 septembre 2021                 |
| 6                    | Attention : chat intelligent !              | Mind the Cat                      | Peter Saisselin & Amy Serafin          | 23 mai 2021                 | 2 mai 2021                    | 17 septembre 2021                |
| 7                    | Pas de repos pour le Schtroumpf paresseux   | DRIIINNGGGGG!                     | Barbara Weber-Boustani                 | 30 mai 2021                 | 9 mai 2021                    | 12 novembre 2021                 |
| 8                    | Le MonstroSchtroumpf                        | The Scariest Smurf                | Peter Saisselin & Amy Serafin          | 31 octobre 2021             | 9 mai 2021                    | 15 octobre 2021                  |
| 9                    | Être ou ne pas être maladroit               | Clumsy Not Clumsy                 | Peter Saisselin & Amy Serafin          | 20 juin 2021                | 16 mai 2021                   | 26 mai 2022                      |
| 10                   | Le sourire du Schtroumpf Grognon            | Unsmurfable Smile                 | Reid Harrison                          | 6 juin 2021                 | 16 mai 2021                   | 17 septembre 2021                |
| 11                   | Les Schtroumpfs volants                     | Smurf Your Seat Belts!            | Robert Vargas                          | 5 septembre 2021            | 18 juillet 2021               | 8 octobre 2021                   |
| 12                   | La farce de trop                            | Joke's on You                     | Peter Saisselin & Amy Serafin          | 23 mai 2021                 | 23 mai 2021                   | 24 septembre 2021                |
| 13                   | Dans la Peau d'une Schtroumpf               | Smurfs In Disguise                | Henry Gifford                          | 6 juin 2021                 | 23 mai 2021                   | 24 septembre 2021                |
| 14                   | Invasion extraterrestre                     | Alien Smurf                       | Peter Saisselin & Amy Serafin          | 27 juin 2021                | 24 juillet 2021               | 1 octobre 2021                   |
| 15                   | Super Schtroumpf                            | My Smurf the Hero                 | Henry Gifford                          | 29 août 2021                | 25 juillet 2021               | 1 octobre 2021                   |
| 16                   | Qui a schtroumpfé la salsepareille ?        | Leaf It Alone                     | Peter Saisselin & Amy Serafin          | 26 septembre 2021           | 7 août 2021                   | 8 octobre 2021                   |
| 17                   | Le défilé de la discorde                    | The Makeover                      | Peter Saisselin & Amy Serafin          | 5 septembre 2021            | 28 août 2021                  | 29 octobre 2021                  |
| 18                   | Le Schtroumpf Bêta devient papa             | Bringing Up Smurfy                | Reid Harrison                          | 12 septembre 2021           | 7 août 2021                   | 29 octobre 2021                  |
| 19                   | Cataschtroumpf en cuisine                   | Kitchen Klutz                     | Peter Saisselin & Amy Serafin          | 12 septembre 2021           | 5 septembre 2021              | 5 novembre 2021                  |
| 20                   | L'Arbre à Schtroumpfs                       | The Majestic 5                    | Peter Saisselin & Amy Serafin          | 19 septembre 2021           | 29 août 2021                  | 5 novembre 2021                  |
| 21                   | La Recette du Schtroumpf Cuisinier          | Chef Soup                         | Reid Harrison                          | 24 octobre 2021             | 5 septembre 2021              | 21 janvier 2022                  |
| 22                   | Des escargots et des Schtroumpfs            | The Round Up                      | Peter Saisselin & Amy Serafin          | 10 octobre 2021             | 5 septembre 2021              | 28 janvier 2022                  |
| 23                   | Un babysitting mouvementé                   | Adventures in Smurfsitting        | Robert Vargas                          | 3 octobre 2021              | 12 septembre 2021             | 21 janvier 2022                  |
| 24                   | Les Schproumpfs ! (Partie 1)                | The Pluffs! (Part 1)              | Peter Saisselin & Amy Serafin          | 26 octobre 2021             | 28 août 2021                  | 14 janvier 2022                  |
| 25                   | Les Schproumpfs ! (Partie 2)                | The Pluffs! (Part 2)              | Peter Saisselin & Amy Serafin          | 26 octobre 2021             | 29 août 2021                  | 14 janvier 2022                  |
| 26                   | La guerre des gaufres                       | Waffle Wednesday                  | Reid Harrison                          | 17 octobre 2021             | 12 septembre 2021             | 28 janvier 2022                  |
| 27                   | L'Assistant du Grand Schtroumpf             | Lab Assistant                     | Peter Saisselin & Amy Serafin          | 23 janvier 2022             | 2 janvier 2022                | 4 juillet 2022                   |
| 28                   | La grande crèche                            | Smurfy Day Care                   | Guillaume Mautalent & Sebastien Oursel | 28 octobre 2021             | 22 octobre 2021               | 4 février 2022                   |
| 29                   | Gargamel voit double                        | Funny Mommy                       | Henry Gifford                          | 28 octobre 2021             | 24 octobre 2021               | 4 février 2022                   |
| 30                   | Schtroumpfe-moi ton secret (Partie 1)       | Smurfy Secrets (Part 1)           | Peter Saisselin & Amy Serafin          | 28 novembre 2021            | 26 octobre 2021               | 18 février 2022                  |
| 31                   | Schtroumpfe-moi ton secret (Partie 2)       | Smurfy Secrets (Part 2)           | Peter Saisselin & Amy Serafin          | 28 novembre 2021            | 27 octobre 2021               | 18 février 2022                  |
| 32                   | Scoop chez les Schtroumpfs                  | Fake News                         | Henry Gifford                          | 2 mai 2022                  | 16 février 2022               | 7 juillet 2022                   |
| 33                   | La fête de Gargamel                         | Crashing Gargamel's Party         | Marie Eynard & Emmanuel Leduc          | 7 novembre 2021             | 7 novembre 2021               | 11 février 2022                  |
| 34                   | Bouton d'or, guerrière de choc !            | Storm Loses her Mojo              | Peter Saisselin & Amy Serafin          | 21 novembre 2021            | 21 novembre 2021              | 29 avril 2022                    |
| 35                   | Les Schtroumpfboards                        | Smurfboards                       | Peter Saisselin & Amy Serafin          | 13 mars 2022                | 12 décembre 2021              | 13 mai 2022                      |
| 36                   | Le Trésor des Schtroumpfs                   | The Curse of the Smurfs' Treasure | Herve Benedetti & Nicholas Robin       | 14 novembre 2021            | 14 novembre 2021              | 11 février 2022                  |
| 37                   | Le Pouvoir du Schtroumpf Grognon            | Pop Out!                          | Marie Eynard & Emmanuel Leduc          | 30 janvier 2022             | 28 novembre 2021              | 29 avril 2022                    |
| 38                   | Gargamel perd la schtroumpf                 | Forget Me What?                   | Henry Gifford                          | 6 février 2022              | 12 décembre 2021              | 6 mai 2022                       |
| 39                   | Gargamel à la Une                           | Cover Story                       | Peter Saisselin & Amy Serafin          | 11 avril 2022               | 17 février 2022               | 6 juillet 2022                   |
| 40                   | La légende du Schtroumpf Chevalier          | Knight Smurfalot                  | Henry Gifford & Peter Saisselin        | 20 février 2022             | 19 décembre 2021              | 6 mai 2022                       |
| 41                   | Le baptême de l'air du Schtroumpf Maladroit | Flying Ace                        | Peter Saisselin & Amy Serafin          | 27 février 2022             | 16 janvier 2022               | 4 juillet 2022                   |
| 42                   | Schtroumpfs TV (Partie 1)                   | The Smurfs Show (Part 1)          | Peter Saisselin & Amy Serafin          | 17 avril 2022               | 5 décembre 2021               | 22 avril 2022                    |
| 43                   | Schtroumpfs TV (Partie 2)                   | The Smurfs Show (Part 2)          | Peter Saisselin & Amy Serafin          | 17 avril 2022               | 5 décembre 2021               | 22 avril 2022                    |
| 44                   | Malin comme un singe                        | Monkey See, Monkey Do             | Peter Saisselin & Amy Serafin          | 6 mars 2022                 | 30 janvier 2022               | 13 mai 2022                      |
| 45                   | Le revers de la médaille                    | Order of Merit                    | Henry Gifford                          | 20 mars 2022                | 18 février 2022               | 5 juillet 2022                   |
| 46                   | Miroir, mon beau miroir                     | Mirror, Mirror on the Armoire     | Michel Coulon & Jean-Baptiste Merlin   | 14 avril 2022               | 6 mars 2022                   | 12 juillet 2022                  |
| 47                   | Le Grand Gargamel                           | Smurfing Places                   | Fiona Leibgorin                        | 15 avril 2022               | 22 février 2022               | 13 juillet 2022                  |
| 48                   | La métamorphose du Schtroumpf Coquet        | Leaping Lizards                   | Peter Saisselin & Amy Serafin          | 27 mars 2022                | 23 février 2022               | 6 juillet 2022                   |
| 49                   | Bonne fête maman !                          | Smurfy Mother's Day!              | Fiona Leibgorin                        | 19 avril 2022               | 24 février 2022               | 5 juillet 2022                   |
| 50                   | Dans la peau du Grand Schtroumpf            | Papa Times Two                    | Peter Saisselin & Amy Serafin          | 21 avril 2022               | 25 février 2022               | 7 juillet 2022                   |
| 51                   | Tout Schtroumpf, tout flamme                | You're Fired!                     | Peter Saisselin & Amy Serafin          | 25 avril 2022               | 13 mars 2022                  | 11 juillet 2022                  |
| 52                   | Le combat de poésie                         | Poet Slam                         | Barbara Weber-Boustani                 | 12 avril 2022               | 20 mars 2022                  | 14 juillet 2022                  |

### Saison 2 (2022-2023)
| Numéro de production | Titre français                                     | Titre anglais                   | Écrit par                            | Date de diffusion en France | Date de diffusion en Belgique | Date de diffusion en Amérique du Nord |
| -------------------- | -------------------------------------------------- | ------------------------------- | ------------------------------------ | --------------------------- | ----------------------------- | ------------------------------------- |
| 1                    | Où est mon Gyroschtroumpf?                         | Where's My Smurfway?            | Peter Saisselin & Amy Serafin        | 4 novembre 2022             | 29 août 2022                  | 21 juillet 2022                       |
| 2                    | Le Schtroumpf Cambrioleur                          | A Thief Among Us!               | Charles-Henri Moarbes                | 9 novembre 2022             | 29 août 2022                  | 28 juillet 2022                       |
| 3                    | Un peu de savoir-schtroumpf !                      | Manners Matter                  | Peter Saisselin & Amy Serafin        | 5 octobre 2022              | 30 août 2022                  | 19 juillet 2022                       |
| 4                    | Le Schtroumpf Sauvage s'incruste                   | The Guest Who Wouldn't Leave    | Peter Saisselin & Amy Serafin        | 3 novembre 2022             | 30 août 2022                  | 20 juillet 2022                       |
| 5                    | Le Schtroumpf Tout Court                           | The Talented Justa Smurf        | Michel Coulon & Jean-Baptiste Merlin | 25 octobre 2022             | 31 août 2022                  | 25 juillet 2022                       |
| 6                    | Pas touche à l'artiste !                           | Mommy's Masterpiece             | Lisa Kohn                            | 2 novembre 2022             | 31 août 2022                  | 27 juillet 2022                       |
| 7                    | Chef, oui chef !                                   | Smurf, Yes Smurf!               | Emmanuel Leduc                       | 25 octobre 2022             | 1er septembre 2022            | 26 juillet 2022                       |
| 8                    | Souriez, vous êtes schtroumpfés !                  | Say Smurf for the Camera!       | Suaëna Airault & Sébastien Viaud     | 26 octobre 2022             | 1er septembre 2022            | 18 juillet 2022                       |
| 9                    | Un admirateur encombrant (Partie 1)                | Ogre Love (Part 1)              | Luc Parthoens                        | 19 octobre 2022             | 2 septembre 2022              | 9 septembre 2022                      |
| 10                   | Un admirateur encombrant (Partie 2)                | Ogre Love (Part 2)              | Luc Parthoens                        | 19 octobre 2022             | 2 septembre 2022              | 9 septembre 2022                      |
| 11                   | Le stage d'observaschtroumpf                       | Back To Nature                  | Véronique Culliford                  | 26 octobre 2022             | 5 septembre 2022              | 16 septembre 2022                     |
| 12                   | Gargamel en bave                                   | Shell Game                      | Luc Parthoens                        | 12 octobre 2022             | 5 septembre 2022              | 30 septembre 2022                     |
| 13                   | Les deux bêtas font la paire                       | Doctor Brainy & Mister Dumb     | Patrick Ducruet                      | 27 octobre 2022             | 6 septembre 2022              | 23 septembre 2022                     |
| 14                   | Bouton d'or se met au vert                         | Blossom Goes Wild!              | Marcel Molle                         | 5 octobre 2022              | 6 septembre 2022              | 30 septembre 2022                     |
| 15                   | La Schtroumpfette en fait trop !                   | Smurfette Overdoes It!          | Yves Coulon & Mathieu Morange        | 27 octobre 2022             | 7 septembre 2022              | 11 juillet 2023                       |
| 16                   | Okidoki !                                          | Okey-Dokey!                     | Isabelle Destrez & Elisa Loké        | 16 novembre 2022            | 7 septembre 2022              | 16 septembre 2022                     |
| 17                   | Il faut guérir le Schtroumpf Timide !              | Curing Private Timid            | Yves Coulon & Mathieu Morange        | 28 octobre 2022             | 8 septembre 2022              | 11 juillet 2023                       |
| 18                   | Soufflé n'est pas jouer !                          | Soufflé Shuffle                 | Charles-Henri Moarbes                | 23 novembre 2022            | 9 septembre 2022              | 21 octobre 2022                       |
| 19                   | Duel magique chez les Schtroumpfs                  | Smurfy Magic Duel               | Lison d'Andréa                       | 12 octobre 2022             | 9 septembre 2022              | 23 septembre 2022                     |
| 20                   | Schtroumpfez-nous de là !                          | No Smurf Out!                   | Yves Coulon                          | 6 novembre 2022             | 9 septembre 2022              | 21 octobre 2022                       |
| 21                   | L'Envol du Grand Schtroumpf                        | Papa Smurf Leaves the Nest      | Michel Coulon & Jean-Baptiste Merlin | 24 octobre 2022             | 12 septembre 2022             | 12 juillet 2023                       |
| 22                   | Le Portrait volé                                   | The Stolen Portrait             | Blanche Philippe                     | 30 novembre 2022            | 12 septembre 2022             | 12 juillet 2023                       |
| 23                   | Chat perdu                                         | Lost Cat                        | Fiona Leibgorin                      | 24 octobre 2022             | 13 septembre 2022             | 14 octobre 2022                       |
| 24                   | Le Schtroumpf Gourou                               | Baby Sensei                     | Peter Saisselin & Amy Serafin        | 1 novembre 2022             | 13 septembre 2022             | 13 juillet 2023                       |
| 25                   | La Citrouille magique                              | The Magic Pumpkin               | Fiona Leibgorin                      | 31 octobre 2022             | 14 septembre 2022             | 14 octobre 2022                       |
| 26                   | Le Schtroumpf Star                                 | The Star Smurf                  | Emmanuel Leduc                       | 28 octobre 2022             | 14 septembre 2022             | 13 juillet 2023                       |
| 27                   | Le Fantôme du Grand Grand Schtroumpf               | Brainy Gets Ghosted!            | Charles-Henri Moarbes                | 5 février 2023              | 30 octobre 2022               | 17 juillet 2023                       |
| 28                   | Escargots en grève !                               | The Snail Whisperer             | Yves Coulon                          | 15 janvier 2023             | 8 novembre 2022               | 26 juillet 2023                       |
| 29                   | Ne réveillez pas un sorcier qui dort !             | Never Wake a Sleeping Sorcerer! | Yves Coulon                          | 22 janvier 2023             | 1 novembre 2022               | 25 juillet 2023                       |
| 30                   | Le Rallye de la citrouille                         | Smurf Racers                    | Michel Coulon & Jean-Baptiste Merlin | 26 octobre 2023             | 30 octobre 2022               | 19 juillet 2023                       |
| 31                   | Le Schtroumpf Tricheur                             | Waffles and Punishment          | Yves Coulon & Mathieu Morange        | 22 janvier 2023             | 9 novembre 2022               | 24 juillet 2023                       |
| 32                   | La machine à schtroumpfer dans le temps (Partie 1) | Smurf to the Future! (Part 1)   | Michel Coulon & Jean-Baptiste Merlin | 25 octobre 2023             | 8 janvier 2023                | 10 juillet 2023                       |
| 33                   | La machine à schtroumpfer dans le temps (Partie 2) | Smurf to the Future! (Part 2)   | Michel Coulon & Jean-Baptiste Merlin | 25 octobre 2023             | 8 janvier 2023                | 10 juillet 2023                       |
| 34                   | Rock'n Schtroumpf                                  | Who's in the Band?              | Lisa Kohn                            | 23 octobre 2023             | 10 novembre 2022              | 20 juillet 2023                       |
| 35                   | Gagargamel                                         | Gargamel Goes Gaga              | Fiona Leibgorin                      | 5 février 2023              | 29 novembre 2022              | 18 juillet 2023                       |
| 36                   | Schtroumpfe-moi ton doudou !                       | The Cuddly Toy                  | Lison d'Andréa                       | 5 mars 2023                 | 29 novembre 2022              | 1 août 2023                           |
| 37                   | Le Décoince-schtroumpf                             | Relaxosmurf                     | Lison d'Andrea                       | 12 mars 2023                | 30 novembre 2022              | 1 août 2023                           |
| 38                   | Le Pari                                            | Wanna Bet?                      | Fiona Leibgorin                      | 12 février 2023             | 30 novembre 2022              | 8 août 2023                           |
| 39                   | Comme un Schtroumpf en pâte !                      | Wild Gets Tamed                 | Yves Coulon & Mathieu Morange        | 19 mars 2023                | 1 décembre 2022               | 2 août 2023                           |
| 40                   | On ne schtroumpfe pas avec l'amour !               | Dreamer: Master of Love         | Lisa Kohn                            | 27 août 2023                | 22 janvier 2023               | 3 août 2023                           |
| 41                   | La Salsepapareille                                 | The Sarsaparillo Run            | Lison d'Andréa                       | 10 septembre 2023           | 1 février 2023                | 7 août 2023                           |
| 42                   | Le Schtroumpf Maladroit fait son cirque            | I'm Off To the Circus!          | Peter Saisselin & Amy Serafin        | 26 février 2023             | 2 décembre 2022               | 3 août 2023                           |
| 43                   | Faut qu'ça pousse !                                | The Yummyus Pie                 | Charles-Henri Moarbes                | 3 septembre 2023            | 9 janvier 2023                | 2 août 2023                           |
| 44                   | Une salsepareille sans pareille                    | Smurfs Might Fly                | Suaëna Airault & Sébastien Viaud     | 29 janvier 2023             | 28 novembre 2022              | 27 juillet 2023                       |
| 45                   | Pompier un jour, pompier toujours                  | Smurfs on Fire                  | Yves Coulon                          | 19 février 2023             | 7 décembre 2022               | 7 août 2023                           |
| 46                   | Farce attaque !                                    | Happy Smurfs Fools Day!         | Charles-Henri Moarbes                | 2 avril 2023                | 8 décembre 2022               | 31 juillet 2023                       |
| 47                   | Le Schtroumpf à Molette                            | The Wrench Smurf                | Michel Coulon & Jean-Baptiste Merlin | 8 janvier 2023              | 28 novembre 2022              | 31 juillet 2023                       |
| 48                   | Il faut schtroumpfer Feuille !                     | Leaf's Under the Weather        | Lison d'Andrea                       | 17 septembre 2023           | 11 janvier 2023               | 9 août 2023                           |
| 49                   | Un ami de taille                                   | An Unsmurfy Friendship          | Lison d'Andrea                       | 24 septembre 2023           | 12 janvier 2023               | 10 août 2023                          |
| 50                   | Un Noël Schtroumpfant                              | A Smurfy Christmas              | Yves Coulon                          | 14 décembre 2022            | 25 décembre 2022              | 8 décembre 2023                       |
| 51                   | Âllo, Docteur Schtroumpf ?                         | House Call                      | Peter Saisselin & Amy Serafin        | 1er octobre 2023            | 24 janvier 2023               | 9 août 2023                           |
| 52                   | Gargamel, reine du bal                             | Gargamel, Queen of the Prom     | Lison d'Andréa                       | 24 octobre 2023             | 24 janvier 2023               | 8 août 2023                           |

### Saison 3 (2024-2025)
| Numéro de production | Titre français                          | Titre anglais                        | Écrit par                           | Date de diffusion en France | Date de diffusion en Belgique | Date de diffusion en Amérique du Nord |
| -------------------- | --------------------------------------- | ------------------------------------ | ----------------------------------- | --------------------------- | ----------------------------- | ------------------------------------- |
| 1                    | Tonton Gargamel                         | Family Time                          | Peter Saisselin & Amy Serafin       | 8 septembre 2024            | 25 août 2024                  | 3 septembre 2024                      |
| 2                    | Le Gigaschtroumpf                       | Smurf vs. Machine                    | Peter Saisselin & Amy Serafin       | 15 septembre 2024           | 25 août 2024                  | 4 septembre 2024                      |
| 3                    | Opération Gargamel                      | See Gargamel Run                     | Sean Carson & Dave Tomlinson        | 29 septembre 2024           | 1 septembre 2024              | 5 septembre 2024                      |
| 4                    | Le bébé costaud                         | Hefty Baby                           | Simon Lecocq                        | 8 septembre 2024            | 1 septembre 2024              | 9 septembre 2024                      |
| 5                    | Dragon de compagnie                     | Dragon Pet                           | Franz Kirchner                      | 15 septembre 2024           | 3 septembre 2024              | 10 septembre 2024                     |
| 6                    | La farce ultime                         | The Ultimate Prank                   | Franz Kirchner                      | 3 novembre 2024             | 3 septembre 2024              | 11 septembre 2024                     |
| 7                    | La Plante de Rowena                     | Rowena's Plant                       | Simon Lecocq                        | 22 septembre 2024           | 3 septembre 2024              | 12 septembre 2024                     |
| 8                    | Une si jolie poupée                     | What a Doll                          | Peter Saisselin & Amy Serafin       | 20 octobre 2024             | 3 septembre 2024              | 16 septembre 2024                     |
| 9                    | Les Grands jeux schtroumpfs (Partie 1)  | The Great Smurf Games (Part 1)       | Céline Ronté & Antoine Schoumsky    | 1 septembre 2024            | 3 septembre 2024              | 2 septembre 2024                      |
| 10                   | Les Grands jeux schtroumpfs (Partie 2)  | The Great Smurf Games (Part 2)       | Céline Ronté & Antoine Schoumsky    | 1 septembre 2024            | 3 septembre 2024              | 2 septembre 2024                      |
| 11                   | Dans le ventre du dragon                | I Want a Dragon                      | Peter Saisselin & Amy Serafin       | 29 septembre 2024           | 3 septembre 2024              | 17 septembre 2024                     |
| 12                   | Une recette explosive                   | Magic Meltdown                       | Sean Carson & Dave Tomlinson        | 22 septembre 2024           | 3 septembre 2024              | 18 septembre 2024                     |
| 13                   | Un Trio d'enfer                         | His Own Worst Enemy                  | Sean Carson & Dave Tomlinson        | 3 novembre 2024             | 3 septembre 2024              | 19 septembre 2024                     |
| 14                   | L'Arbre de la connaissance              | Tree of Knowledge                    | Lee Walters                         | 10 novembre 2024            | 3 septembre 2024              | 23 septembre 2024                     |
| 15                   | Une étoile pour le Grand Schtroumpf     | Reaching For Stars                   | Sean Carson & Dave Tomlinson        | 6 octobre 2024              | 3 septembre 2024              | 24 septembre 2024                     |
| 16                   | L'Équipe de choc                        | The Dream Team                       | Franz Kirchner                      | 13 octobre 2024             | 3 septembre 2024              | 25 septembre 2024                     |
| 17                   | La Guerre des Nounous                   | The Battle of the Sitters            | Antonin Poirée                      | 1 décembre 2024             | 21 novembre 2024              | 3 mai 2025                            |
| 18                   | Lucrétia prend le pouvoir               | Lucretia Seizes Power                | Antoine Poirée                      | NC                          | 18 mai 2025                   | NC                                    |
| 19                   | La Nuit du monstre                      | Monster in the Village               | Franz Kirchner                      | 27 octobre 2024             | 10 novembre 2024              | 26 avril 2025                         |
| 20                   | La grande excursion                     | The Tour                             | Peter Saisselin & Amy Serafin       | 17 novembre 2024            | 10 novembre 2024              | 19 avril 2025                         |
| 21                   | Le plus beau caillou du monde           | The Prettiest Pebble in the World    | Catherine Diran & Stéphane Allégret | 29 janvier 2025             | 19 janvier 2025               | 9 juillet 2025                        |
| 22                   | En route pour la planète Mars           | Let's Smurf to Mars                  | Jeremy Elsair & Peter Saisselin     | 24 novembre 2024            | 22 novembre 2024              | 3 mai 2025                            |
| 23                   | Le treizième dessert                    | The Thirteenth Dessert               | Antonin Poirée                      | 8 décembre 2024             | 20 décembre 2024              | NC                                    |
| 24                   | Le chef d’œuvre du Bébé Schtroumpf      | Smurfing a Masterpiece               | Simon Lecocq                        | 29 janvier 2025             | 17 novembre 2024              | 19 avril 2025                         |
| 25                   | La dent de Rowena                       | Wobbly Tooth                         | Lee Walters                         | 1 mars 2025                 | 11 décembre 2024              | 17 mai 2025                           |
| 26                   | Les schtroumpfs escargots               | Slithering Smurfs                    | Peter Saisselin & Amy Serafin       | 5 avril 2025                | 11 décembre 2024              | NC                                    |
| 27                   | La grande obscurité                     | The Darkest Night                    | Mikaël Fenneteaux                   | 6 avril 2025                | 12 décembre 2024              | 17 mai 2025                           |
| 28                   | Météorite et le tambour magique         | Drummer Girl                         | Peter Saisselin & Amy Serafin       | 12 avril 2025               | 1 février 2025                | 21 juillet 2025                       |
| 29                   | La poupée de Mémé                       | Granny's Doll                        | Simon Lecocq                        | 15 décembre 2024            | 17 novembre 2024              | 26 avril 2025                         |
| 30                   | L'ours qui parlait aux schtroumpfs      | What the Bear Said                   | Lee Walters                         | 13 avril 2025               | 21 novembre 2024              | 10 mai 2025                           |
| 31                   | Le nouveau jouet de Broc                | Dwayne's New Toy                     | Antonin Poirée                      | 20 avril 2025               | 1 février 2025                | 16 juillet 2025                       |
| 32                   | Le voleur de gaufres                    | Waffle Thief                         | Peter Saisselin & Amy Serafin       | NC                          | 19 janvier 2025               | 14 juillet 2025                       |
| 33                   | Schtroumpfement groumpf                 | Smurfily Grumrfy                     | Alain Vallejo                       | 3 mai 2025                  | 7 avril 2025                  | 29 juillet 2025                       |
| 34                   | La folie du Discoschtroumpf             | Disco Smurf                          | Catherine Diran & Stéphane Allégret | 28 juin 2025                | 1 février 2025                | 15 juillet 2025                       |
| 35                   | Une pâtée pour Azraël                   | Smurfalicious Cat Food               | Peter Saisselin & Amy Serafin       | 27 avril 2025               | 26 janvier 2025               | 10 juillet 2025                       |
| 36                   | Les schtroumpfs et le portail magique   | Parallel Worlds                      | Simon Lecocq                        | 22 décembre 2024            | 22 novembre 2024              | 10 mai 2025                           |
| 37                   | Le nouvel ami du Schtroumpf Paysan      | Farmer's New Pet                     | Peter Saisselin & Amy Serafin       | 4 mai 2025                  | 8 avril 2025                  | 24 juillet 2025                       |
| 38                   | Des pompiers sans camion                | Fire Brigade on Foot                 | Peter Saisselin & Amy Serafin       | 10 mai 2025                 | 26 janvier 2025               | 8 juillet 2025                        |
| 39                   | Bébé Schtroumpf devient grand           | Big Baby                             | Lee Walters                         | 11 mai 2025                 | 16 mars 2025                  | 22 juillet 2025                       |
| 40                   | Silence chez les Schtroumpfs            | Don't Smurf a Sound                  | Peter Saisselin & Amy Serafin       | 17 mai 2025                 | 16 mars 2025                  | 23 juillet 2025                       |
| 41                   | On a schtroumpfé sur la lune (Partie 1) | We Smurfed On the Moon (Part 1)      | Yves Coulon                         | 19 avril 2025               | 23 mars 2025                  | 7 juillet 2025                        |
| 42                   | On a schtroumpfé sur la lune (Partie 2) | We Smurfed On the Moon (Part 2)      | Yves Coulon                         | 19 avril 2025               | 23 mars 2025                  | 7 juillet 2025                        |
| 43                   | Le Toutou de Gargamel                   | Gargamel's Doggy                     | Yves Coulon                         | 18 mai 2025                 | 1 février 2025                | 17 juillet 2025                       |
| 44                   | Histoires à schtroumpfer de peur        | Scary Stories                        | Peter Saisselin & Amy Serafin       | NC                          | 4 mai 2025                    | NC                                    |
| 45                   | L'Ombre du Schtroumpf Costaud           | The Smurf Who Lost His Shadow        | Yves Coulon                         | NC                          | 4 mai 2025                    | NC                                    |
| 46                   | Le Talisman magique (Partie 1)          | Storm and the Lost Talisman (Part 1) | Lee Walters                         | NC                          | 11 mai 2025                   | NC                                    |
| 47                   | Le Talisman magique (Partie 2)          | Storm and the Lost Talisman (Part 2) | Lee Walters                         | NC                          | 11 mai 2025                   | NC                                    |
| 48                   | La Métamorphose du Grand Schtroumpf     | Spider Smurf                         | Yves Coulon                         | NC                          | 2 avril 2025                  | 28 juillet 2025                       |
| 49                   | Le Grand Schtroumpf perd la tête        | Papa Smurf Lost His Mind             | Yves Coulon                         | NC                          | 18 mai 2025                   | NC                                    |
| 50                   | Un Voleur en Cuisine                    | Smurf T for Thief                    | Yves Coulon                         | NC                          | 2 avril 2025                  | 30 juillet 2025                       |
| 51                   | Le Cadeau du Grand Schtroumpf           | Papa's Birthday Gift                 | Peter Saisselin & Amy Serafin       | NC                          | 25 mai 2025                   | NC                                    |
| 52                   | Mon Amie l'Abeille                      | Bee My Friend                        | Lee Walters                         | NC                          | 25 mai 2025                   | NC                                    |